# Kościół św. Zygmunta w Warszawie
Kościół świętego Zygmunta w Warszawie – rzymskokatolicki kościół parafialny należący do parafii pod tym samym wezwaniem (dekanat bielański archidiecezji warszawskiej). Znajduje się w warszawskiej dzielnicy Bielany, w obszarze Stare Bielany, na osiedlu Zdobycz Robotnicza.
Jest to świątynia wzniesiona w latach 1976–1980 według projektu architekta Zbigniewa Pawelskiego przez księdza Ryszarda Grygielkę, poświęcona została w dniu 8 grudnia 1980 roku przez kardynała Stefana Wyszyńskiego.

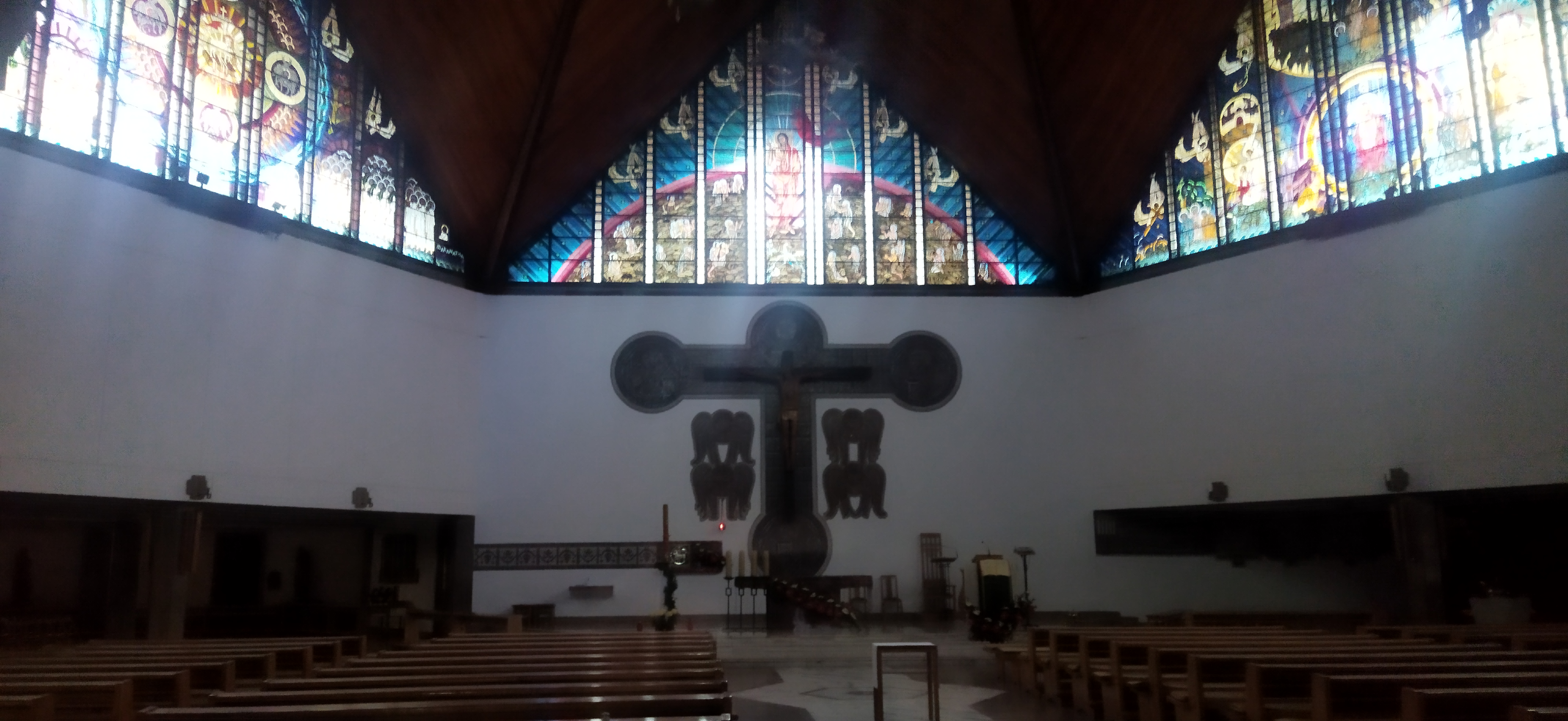
Wnętrze kościoła.

Zespół sakralny stanowi jednolitą całość przestrzenną i funkcjonalną i składa się z trzech brył: kościoła, dzwonnicy i plebanii. Kościół jest dwupoziomowy. Dolna świątynia, która może pomieścić około sześciuset osób, może być używana nie tylko do celów sakralnych, ale również do spotkań pozaliturgicznych – spektakli teatralnych, wykładów, katechez itd. Górna świątynia może pomieścić jednorazowo do czterech tysięcy wiernych. Układ świątyni jest oparty – i to nawet w części mieszkalno-katechetycznej – na planie sześciokąta foremnego o module trójkąta równobocznego o boku długości siedem i pół metra. Figury geometryczne trójkąta i sześciokąta foremnego są symbolami kościoła, co zostało nawet umieszczone w logo parafii.

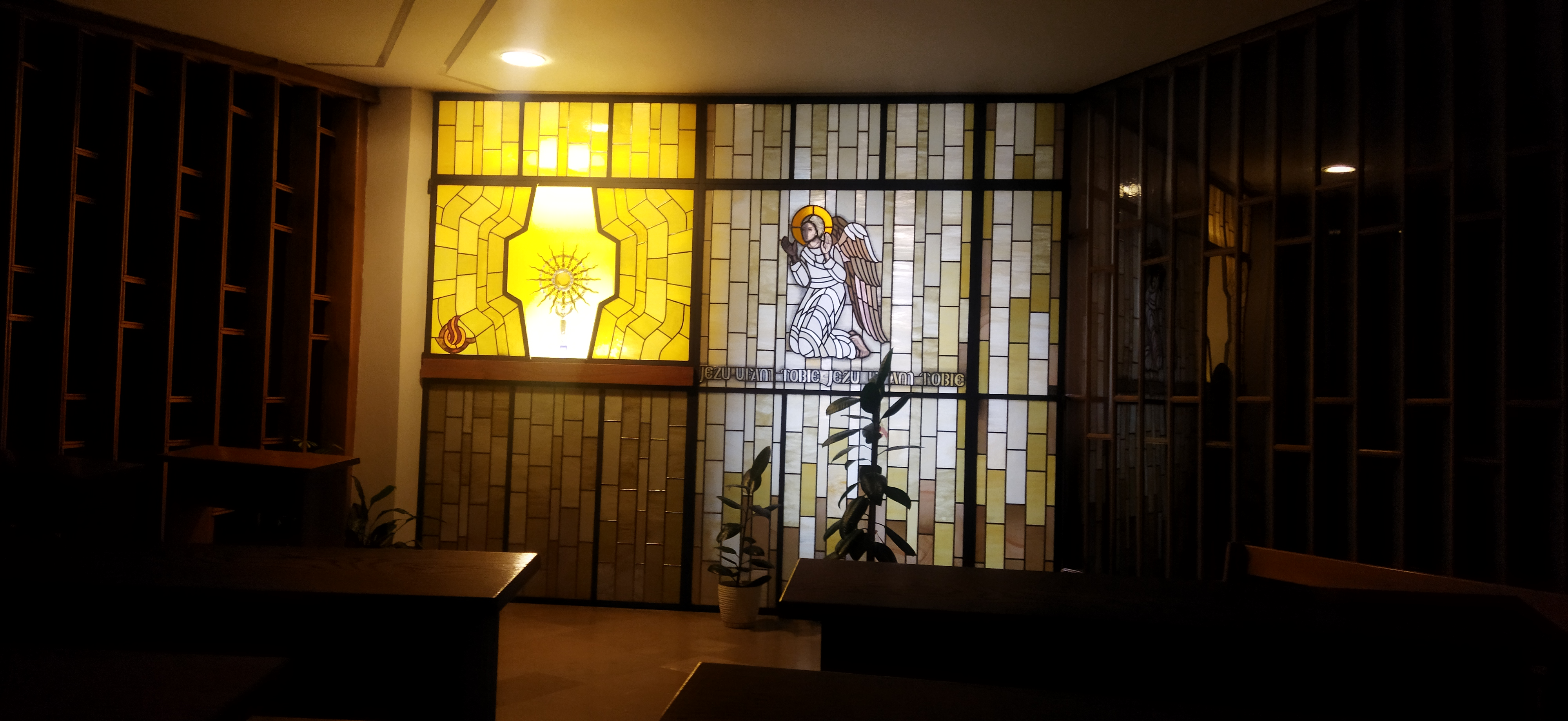
Kaplica adoracji przy kościele.